# Frederic W. Lincoln Jr. (homme politique)
Pour les articles homonymes, voir Lincoln.
Frederic Walker Lincoln, Jr. (27 février, 1817 – 12 septembre, 1898). fut un industriel Américain et un homme politique ayant servi comme le seizième et dix-huitième maire de Boston (Massachusetts) de 1858 à 1860 et de 1863 à 1867.
Il fut élu en tant que "Compagnon de 3e classe" (honoraire) de la Commanderie du Massachusetts pour le Military Order of the Loyal Legion of the United States pour avoir montré son soutien à l'Union pendant la Guerre de Sécession.

## Famille
Lincoln fut le grand-père de Frederic W. Lincoln, Jr.